# Награда Бостонског друштва филмских критичара за најбољег глумца у главној улози
Награда Бостонског друштва филмских критичара за најбољег глумца у главној улози (енгл. Boston Society of Film Critics Award for Best (Lead) Actor) признање је које додељује Бостонско друштво филмских критичара од свог оснивања 1981. године.

## Добитници

### 1980-е
| Год.  | Глумац           | Филм                          |
| ----- | ---------------- | ----------------------------- |
| 1980. | Роберт де Ниро   | Разјарени бик                 |
| 1981. | Берт Ланкастер   | Атлантик Сити                 |
| 1982. | Дастин Хофман    | Тутси                         |
| 1983. | Ерик Робертс     | Звезда 80                     |
| 1984. | Хенг С. Нгор     | Поља смрти                    |
| 1985. | Џек Николсон     | Част Прицијевих               |
| 1986. | Боб Хоскинс      | Мона Лиза                     |
| 1987. | Алберт Брукс     | Телевизијске вести            |
| 1988. | Данијел Деј-Луис | Неподношљива лакоћа постојања |
| 1989. | Данијел Деј-Луис | Моје лево стопало             |

### 1990-е
| Год.  | Глумац           | Филм                  |
| ----- | ---------------- | --------------------- |
| 1990. | Џереми Ајронс    | Преокрет среће        |
| 1991. | Ник Нолти        | Принц плиме           |
| 1992. | Дензел Вошингтон | Малком Икс            |
| 1993. | Данијел Деј-Луис | У име оца             |
| 1994. | Алберт Фини      | Браунингова верзија   |
| 1995. | Николас Кејџ     | Напуштајући Лас Вегас |
| 1996. | Џефри Раш        | Сјај                  |
| 1997. | Ал Пачино        | Дони Браско           |
| 1998. | Брендан Глисон   | Генерал               |
| 1999. | Џим Кери         | Човек на месецу       |

### 2000-е
| Год.  | Глумац                       | Филм                  |
| ----- | ---------------------------- | --------------------- |
| 2000. | Колин Фарел                  | Земља тигрова         |
| 2001. | Брајан Кокс Дензел Вошингтон | Лаж Дан обуке         |
| 2002. | Ејдријен Броди               | Пијаниста             |
| 2003. | Бил Мари                     | Изгубљени у преводу   |
| 2004. | Џејми Фокс                   | Реј                   |
| 2005. | Филип Симор Хофман           | Капоте                |
| 2006. | Форест Витакер               | Последњи краљ Шкотске |
| 2007. | Френк Ланџела                | Почетак у позно доба  |
| 2008. | Шон Пен Мики Рорк            | Милк Рвач             |
| 2009. | Џереми Ренер                 | Катанац за бол        |

### 2010-е
| Год.  | Глумац                      | Филм                     |
| ----- | --------------------------- | ------------------------ |
| 2010. | Џеси Ајзенберг              | Друштвена мрежа          |
| 2011. | Бред Пит                    | Формула успеха           |
| 2012. | Данијел Деј-Луис            | Линколн                  |
| 2013. | Чуетел Еџиофор              | Дванаест година ропства  |
| 2014. | Мајкл Китон                 | Човек Птица              |
| 2015. | Пол Дејно Леонардо Дикаприо | Љубав и милост Повратник |
| 2016. | Кејси Афлек                 | Манчестер на Мору        |
| 2017. | Данијел Калуја              | Бежи                     |
| 2018. | Џон Си Рајли                | Станлио и Олио           |
| 2019. | Адам Сандлер                | Необрађени драгуљи       |

### 2020-е
| Год.  | Глумац            | Филм                        |
| ----- | ----------------- | --------------------------- |
| 2020. | Ентони Хопкинс    | Отац                        |
| 2021. | Хидетоши Нишијима | Повези ме                   |
| 2022. | Колин Фарел       | Духови острва И после Јанга |
| 2023. | Пол Џијамати      | Бартонова академија         |
| 2024. | Тимоти Шаламе     | Боб Дилан: Потпуни незнанац |